# Henry Koster
Henry Koster, ursprungligen Herman Kosterlitz, född 1 maj 1905 i Berlin, död 21 september 1988 i Camarillo, Kalifornien, var en tyskfödd amerikansk filmregissör.

## Biografi

### Karriär i Europa
När han var ung lämnade hans far familjen och Koster fick skaffa arbete som novellförfattare och tecknare, men lyckades ändå gå ut den tyska motsvarigheten till gymnasiet.
Koster blev bekant med filmens värld runt 1910, när hans farbror öppnade en väldigt tidig biograf i Berlin. Kosters mor spelade piano som ackompanjemang till stumfilmerna och Koster fick då som tidsfördriv se på filmerna. Efter sin tidiga insats som författare anställdes han som scenograf till en tysk filmstudio. När regissören Koster arbetade för, Kurt Bernhardt, blev sjuk fick han ta över som regissör och han regisserade runt åren 1931–1932 två–tre filmer för filmbolaget i Berlin.
Koster fick tidigt utstå den antisemitism som spirade i Tyskland på tidigt 1930-tal. När han tappade humöret och slog ner en SS-officer visste han att det var dags att lämna landet; han gick direkt till järnvägsstationen och flyttade från Tyskland till Frankrike. Där återanställdes han av sin gamla chefsregissör Bernhardt, som flytt tidigare. Till slut flyttade Koster igen, den här gången från Frankrike till Budapest i Ungern. Här gifte han sig med Kato Kiraly 1934 och mötte snart Universal Pictures representant i Europa, Joe Pasternak. Koster kom att regissera tre filmer för honom.

### Karriär i USA
1936 fick Koster ett kontrakt med Universal för att arbeta i Hollywood och han flyttade till USA för att arbeta med Pasternak, andra flyktingar och sin fru. Även om Koster inte talade engelska, så övertygade han studion att låta honom regissera Flickorna gör slag i saken (1936). Filmen blev en stor succé och när även nästa film han regisserade, 100 man och en flicka (1937) gick hem väl hos publiken så var hans lycka gjord.
Koster upptäckte Abbott och Costello när de arbetade på en nattklubb i New York och han återvände till Hollywood och övertygade Universal att anställa dem. I deras första film, En natt i tropikerna (1940) spelades den kvinnliga huvudrollen av Peggy Moran, som blev Kosters andra fru.
I slutet av 1930-talet och början av 1940-talet regisserade Koster många musikaler och familjekomedier, bland annat med stjärnor som Betty Grable och Deanna Durbin. Koster arbetade hos Universal fram till runt 1941 och flyttade sedan över till MGM-studion och senare till 20th Century Fox. Trots att han hade flytt från Nazityskland så blev han betraktad som en fientlig utlänning under kriget och tvingades till husarrest på kvällar och nätter.
Koster nominerades till en Oscar för bästa regi för filmen Ängel på prov (1947). Han regisserade mot slutet av sin karriär kostymdraman, familjekomedier och musikaler och spelade in sin sista film, Med en sång i mitt hjärta 1965. Han drog sig sedan tillbaka till sitt hem i Camarillo, Kalifornien för att utveckla sin andra stora passion i livet, måleri.

## Filmografi i urval
- 1936 – Flickorna gör slag i saken
- 1937 – 100 man och en flicka
- 1938 – Vad ska en fattig flicka göra?
- 1940 – Vårparaden
- 1941 – Det började med Eva
- 1942 – Oss flickor emellan
- 1944 – Musik för miljoner
- 1946 – Guld i strupen
- 1947 – Ängel på prov
- 1948 – Det började med Nora
- 1949 – Nunnan och spelaren
- 1949 – Tomtar på loftet
- 1950 – Min vän Harvey
- 1951 – Alla tiders dadda i sitt esse
- 1951 – Utan återvändo
- 1951 – Ta fast bruden
- 1952 – Livets glada karusell
- 1952 – För full musik
- 1952 – Kusin Rachel
- 1953 – Den purpurröda manteln
- 1955 – Jungfrudrottningen
- 1955 – God morgon, miss Dove!
- 1956 – Uppdrag i London
- 1957 – Godfrey ordnar allt
- 1962 – Herr Hobbs tar semester
- 1963 – Hans vilda dotter
- 1965 – Kära Brigitte
- 1966 – Med en sång i mitt hjärta